# Dacheng (Changhua)
Dacheng (chinesisch 大城鄉, Pinyin Dàchéng xiāng, taiwanisch: Tōa-siâⁿ-hiong) ist eine Landgemeinde des Landkreises Changhua in der Republik China (Taiwan).

## Lage und Beschreibung

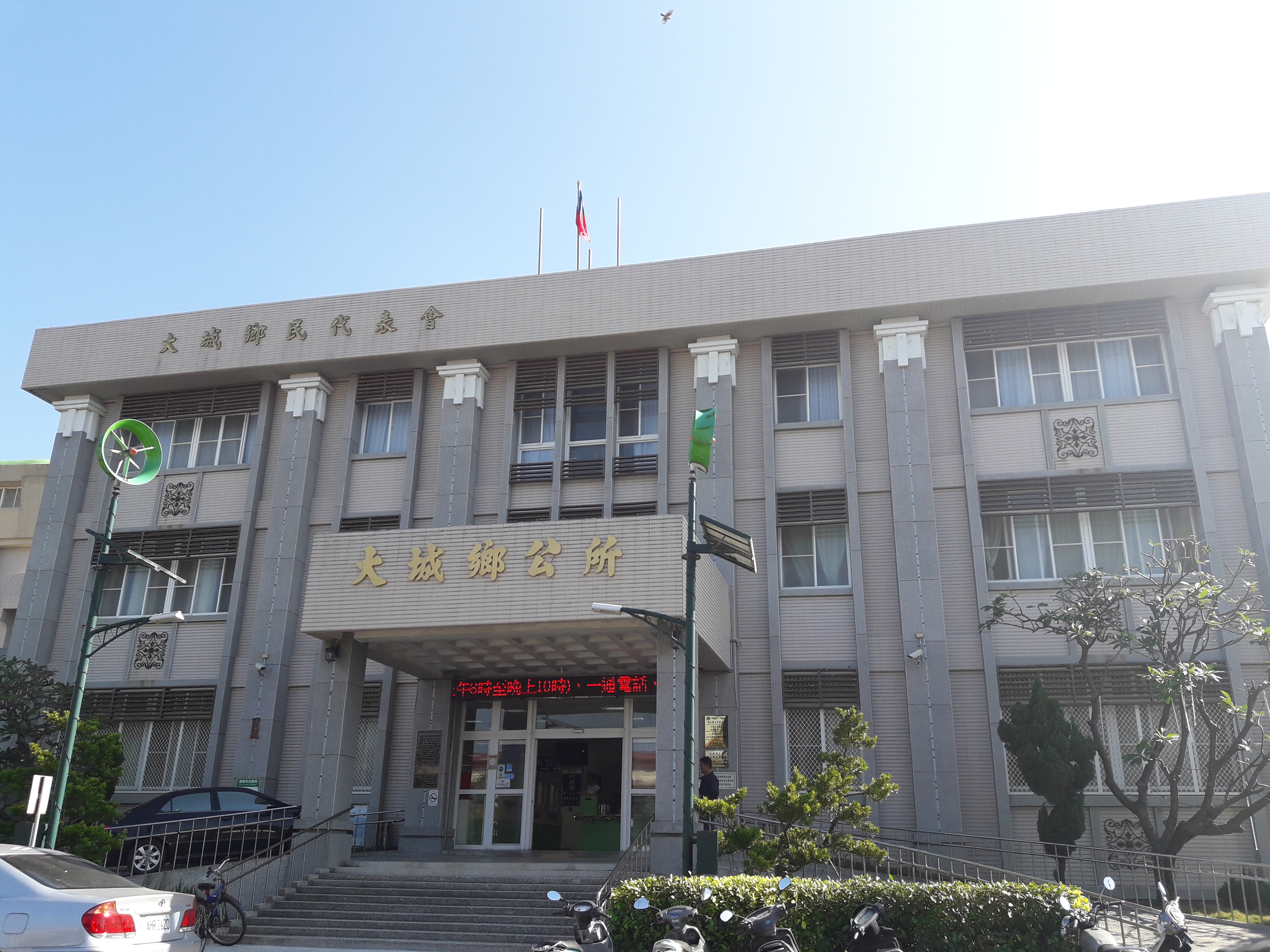
Das Gemeindeamt Dacheng

Dacheng liegt am südwestlichen Ende des Landkreises Changhua am nördlichen Ufer des Flusses Zhuoshui, der hier in die Taiwanstraße mündet. Dacheng grenzt westlich ans Meer, nördlich an die Gemeinde Fangyuan, im Nordosten an Erlin und im Osten an Zhutang. Südlich auf der anderen Seite des Flusses liegen die Gemeinden Erlun, Lunbei und Mailiao des Landkreises Yunlin.
Das Gebiet gehört zur Schwemmebene des Zhuoshui-Flusses. Im Norden der Gemeinde ergießt sich ein weiterer Fluss, der Yuliao (魚寮溪), ins Meer.
Mit 230 Einwohnern pro km² war es im September 2024 die am dünnsten besiedelte Gemeinde Changhuas. Die Einwohnerzahl ist seit langem kontinuierlich rückläufig. Zwischen 1981 (etwa 27.000 Menschen) und 2024 (etwa 15.000) hat sich die Bevölkerung fast halbiert.

## Geschichte
Das heutige Gebiet von Dacheng wurde seit dem Ende des 17. Jahrhunderts von chinesischen Einwanderern aus Fujian besiedelt. Die ursprüngliche Bevölkerung taiwanischer Ureinwohner wurde mit der Zeit verdrängt oder assimiliert.
Zum Ursprung des Ortsnamens gibt es zwei Annahmen. Die eine besagt, dass die Gegend nach einem der ersten Siedler, der Wei Dacheng hieß, benannt worden sei. Die andere Annahme sieht den Ursprung des Namens in einem großen Erdwall (chinesisch 大城 da cheng), hinter dem die ersten Siedler in den unsicheren Zeiten der ersten Besiedlung Schutz suchten.
Das Gebiet wurde 1920 zur Zeit der japanischen Herrschaft über Taiwan erstmals zur Gemeinde Dacheng zusammengefasst und 1950 in den neuen Landkreis Changhua eingegliedert.

## Verkehr und Wirtschaft

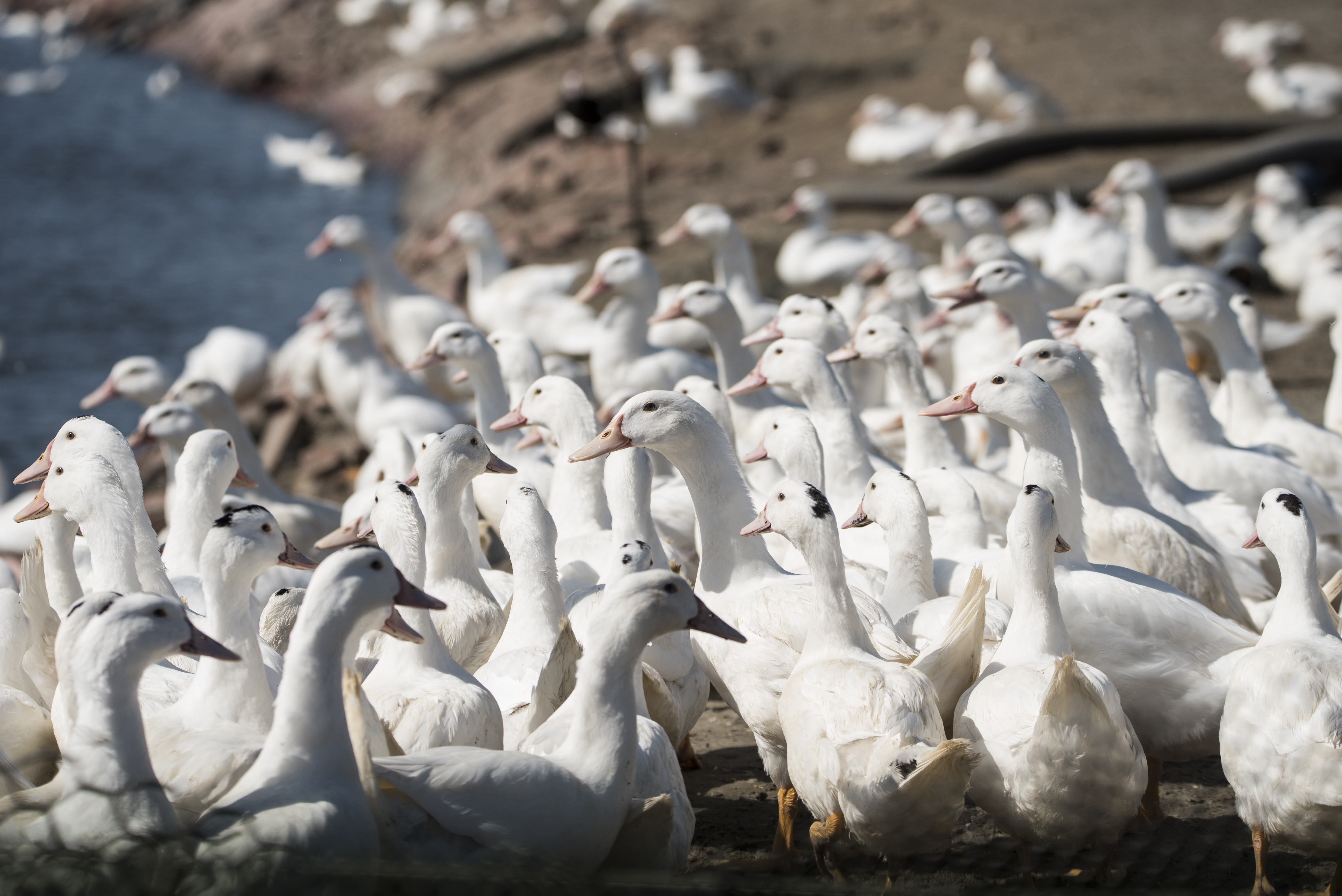
Entenzucht in Dacheng

Dacheng wird im Westen von Nord nach Süd durch die Provinzschnellstraße 61 durchquert, auf der man über die Xibin-Brücke (西濱大橋) über den Zhuoshui nach Yunlin gelangt. In Dacheng endet die von Norden kommende Kreisstraße 143 und es beginnt die Kreisstraße 152, die nach Osten durch die südlichen Gemeinden Changhuas führt. Der Öffentliche Nahverkehr besteht aus Buslinien.
Dacheng ist landwirtschaftlich geprägt. Neben Reis werden hauptsächlich Süßkartoffeln, Erdnüsse und Wassermelonen angebaut. Es gibt auch Aquakultur. Eine Spezialität der Gemeinde sind essbare Corbicula fluminea formosa aus der Gattung der Körbchenmuscheln, des Weiteren Enten.

## Kultur und Sehenswürdigkeiten

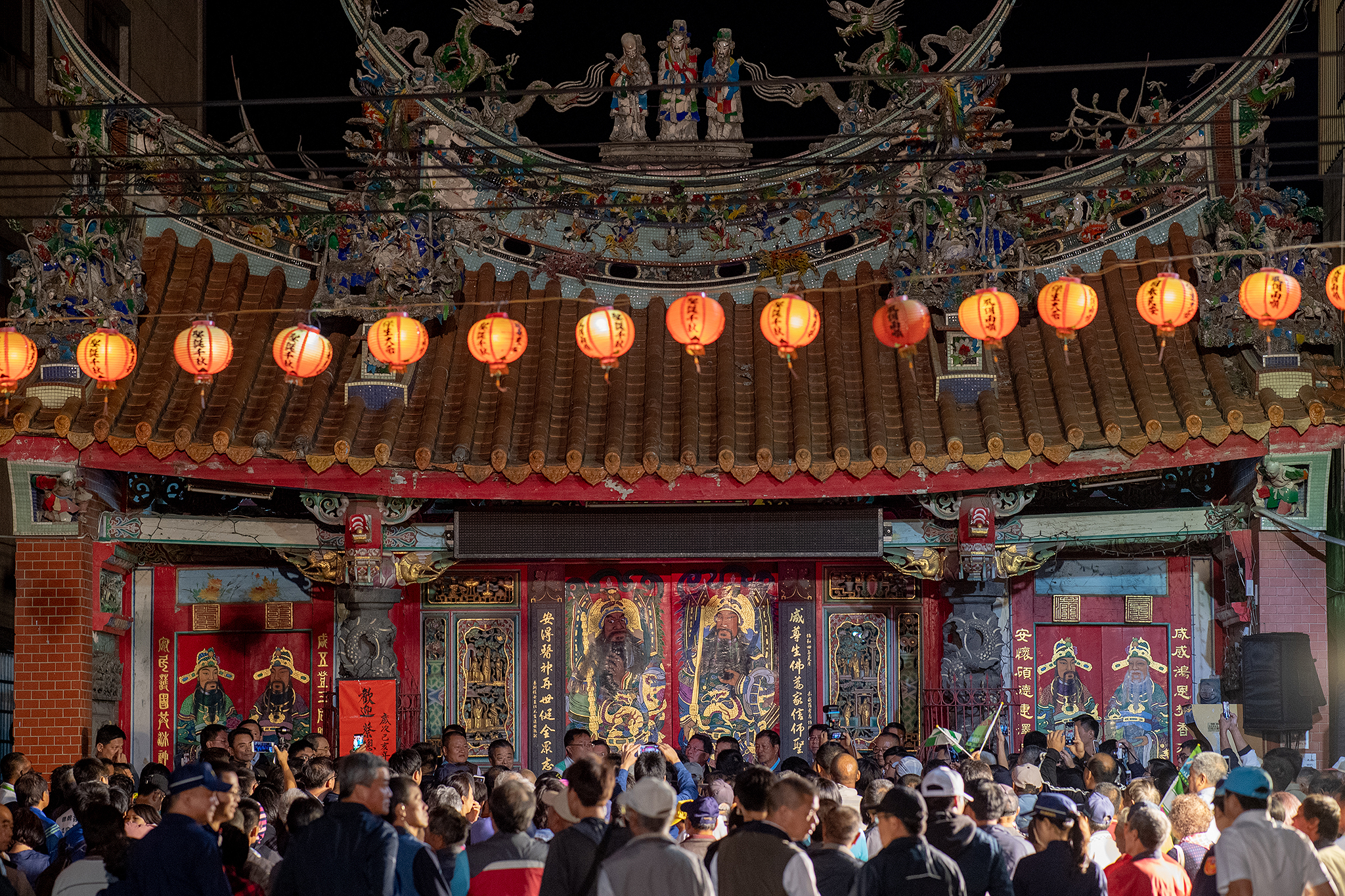
Der Xian’an Gong beim Besuch der Präsidentin Tsai Ing-wen 2019

Ältester Tempel und religiöses Zentrum von Dacheng ist der Xian’an Gong (咸安宮), dessen Anfänge bis ins 17. Jahrhundert zurückreichen und in dem als Hauptgottheit Baosheng Dadi verehrt wird.
Am Ufer des Zhuoshui liegt der Xingshan-Park (興山公園) und in ihm ein weiterer Tempel, der Wan’an Gong, von dessen Türmen man einen guten Blick auf die Umgebung hat.
An der Küste nahe dem Dorf Xigang befindet sich ein Ökotop, in dem Küstentiere wie Seidenreiher, Kuhreiher, Nachtreiher, Goldschnepfen, Winkerkrabben oder Schlammspringer beobachtet werden können.

## Persönlichkeiten
- Joseph Wu (* 1954), Außenminister Taiwans